# Ramone Moore
Pour les articles homonymes, voir Moore.
Ramone Moore Jr, né le 27 mai 1989 à Philadelphie en Pennsylvanie, est un joueur américain de basket-ball.

## Palmarès
- Championnat d'Ukraine :
- Vainqueur : 2015